# نادي لاجيادينزي
نادي لاجيادينزي لكرة القدم (بالبرتغالية: Clube Esportivo Lajeadense‏) ، هو نادي كرة قدم برازيلي، أسس سنة 1911 م.

## وصلات خارجية
- الموقع الرسمي

لم يتم العثور على روابط لمواقع التواصل الاجتماعي.